# Silvio De Sousa
Silvio De Sousa (Luanda, 07 de octubre de 1998) es un jugador de baloncesto con nacionalidad angoleña. Con 2,06 metros de estatura, juega en la posición de pívot. Actualmente forma parte de la plantilla de Club Baloncesto San Pablo Burgos de la Liga Endesa. Es internacional con la Selección de baloncesto de Angola.

## Trayectoria
De Sousa nacido en Luanda, es un pívot formado en Estados Unidos, donde asistió a la Academia Montverde en Montverde, Florida y a la Academia IMG en Bradenton, también en Florida. En verano de 2016, compitió con los Florida Vipers, equipo de la Under Armour Association, promediando 20.5 puntos y 8.2 rebotes por partido.
En 2017, ingresó en la Universidad de Kansas en Lawrence, Kansas, donde jugaría durante tres temporadas la NCAA con los Kansas Jayhawks, desde 2017 a 2020.
El 16 de octubre de 2020, De Sousa anunció su renuncia a jugar durante la temporada 2020-21 para centrarse en un asunto personal.
El 20 de julio de 2021, De Sousa se trasladó a la Universidad de Tennessee en Chattanooga, situada en Chattanooga, Tennessee para su último año de elegibilidad, donde jugaría la NCAA con los Chattanooga Mocs.
El 28 de junio de 2022, De Sousa firmó su primer contrato profesional con el Chorale Roanne Basket de la LNB Pro A, en el que promedió 8,9 puntos y 4,9 rebotes por partido con el club francés.
El 5 de julio de 2024, firmó con el Ironi Kiryat Ata B.C. de la Premier League israelí de baloncesto.
El 5 de agosto de 2025, firma por el Club Baloncesto San Pablo Burgos de la Liga Endesa.

### Selección nacional
En 2016 debuta con Selección de baloncesto de Angola.